# Biblia ejemplar parisiense
La Biblia ejemplar Parisense (en latín: Biblia exemplar Parisiense) es un término ampliamente utilizado para describir un codex latino de Vulgata copiado en el siglo XIII. Estas biblias supusieron un cambio significativo en la organización y en la estructura de las biblias medievales y fueron la plantilla sobre la cual se basa la estructura de la Biblia moderna.
Hasta principios del siglo XIII, no hubo una estructura única para el orden de los libros bíblicos, y a menudo se presentó en 4 volúmenes. La Biblia de París fue única para su tiempo, era un pánceo (solo volumen único) con un pedido uniforme, que es similar al orden de la Biblia moderna utilizada hoy. Entre 1230 y 1280 AD, esta Biblia se copió más de frecuencia y se extendió más ampliamente en Europa que cualquier otra copia de la Biblia.

## Características comunes
Biblia Parisense es el nombre dado a las biblias producidas por los escribas principalmente en París y áreas del norte de Francia, aunque se cree que se muestran ejemplos en Inglaterra e Italia. Sin embargo, los eruditos tienen precaución de que el término se usa demasiado ampliamente como a menudo confunde con la 'Biblia de bolsillo' que se aplica a las biblias producidas desde el siglo XI en adelante. Estos fueron lo suficientemente pequeños como para ser llevados en una silla de montar o bolso de viaje o de hecho un bolsillo, Mientras que la Biblia de París a menudo compartió esta característica, las bolas de bolsillo no se ajustaron a las otras características comúnmente presente en la Biblia de París que también se produjo en tamaños más grandes, lo que lo marque no como intercambiable con el término Biblia de bolsillo. 
Sin embargo, esta Biblia era diferente a sus contrapartes, ya que a menudo era menor que las biblias utilizadas previamente, lo que facilita el mantenimiento y transporta, esto también condujo como la Biblia portátil. Además, estar contenido en un solo volumen fue una innovación. Los eruditos aplican el término a las biblias que poseen una serie de características comunes. Cada pandilla contiene contenido de apócrifos, 64 prólogos basados en los comentarios de Jerome y un índice de las interpretaciones de los nombres hebreos (IHN). Mientras que las Biblias del siglo XIII se dividieron en capítulos, aún no han incluido versiones numerados. Cada Biblia se organizó en el siguiente estilo:
- Octateuco
- I-IV de Reyes
- I y II de crónicas
- Esdras y Nehemías
- Tobit
- Judith
- Esther
- Job
- Salmos
- Sapientales (Proverbios, Eclesiastes, la canción de canciones, sabiduría y eclesiástico)
- los profetas (Isaías, Jeremías, Lamentaciones, Baruch, Ezequiel, Daniel y los 12 profetas menores)
- I y II de Macabeos

- Cuatro Evangelios
- Epístolas Paulinas
- Hechos de los apóstoles
- Epístolas católicas
- Apocalipsis

Estas Biblias fueron hechas como productos comercialmente, a menudo, sin dueño en mente. Esto los hace caso aparte de los tradicionales breviarios y Salterios que generalmente fueron encargados por el propietario, con un diseño distinto, incluidos ilustraciones que reflejan su historia y estado familiar. Mientras que las Biblias todavía estaban cuidadosamente copiadas y completa con las decisiones decoradas o históricas. Y lo que está en color Tinta, fueron más estiérticamente uniformes. Sin embargo, su portabilidad los hizo popular entre los alumnos de los temas y los monasterios franciscanos.

## Estructura y formato
Los ejemplos de Biblias conocidas de París se han medido en el rango de 50 cm x 30 cm a 23 cm x 16cm, aunque este último es un ejemplo muy raro. Debido al menor tamaño del códex, se requiere un mayor número de hojas, entre 400-700. Este número de hojas está en contraste con las biblias medievales anteriores que generalmente no tenían más de 150-200 hojas. 
Para compensar el espesor, los escribas hicieron necesario reducir el grosor del pergamino utilizado. Esto se logró utilizando la piel de la ternera producida al norte de los Alpes que pudo procesarse en ambos lados, mientras que retiene su colorante y calidad blanca, que es una firma de la mayoría de las biblias de París. Era imposible detectar el lado del cabello del lado de la carne en este vello, convirtiéndolo en un pergamino ideal para la escritura ficha requerida en estas biblias más pequeñas. Debido a que el vasto número de hojas en estos sistemas de seguimiento de codificaciones más grandes debía introducirse para permitir que el rodauntrés y los ilustradores realicen un seguimiento de las hojas en un quileno. Esta secuencia de cartas presentadas en todo el Quil. Cada quilino también fue etiquetada individualmente, a menudo con números romanos. 
Un diseño de dos columnas casi siempre se adopta para las biblias de "París". Los márgenes, que generalmente se mandan más del 40% del espacio en un manuscrito medieval se redujeron para proporcionar más espacio de escritura. 
La longitud del texto se redujo a través del uso de abreviaturas comunes, y se redujo el tamaño de la fuente, a menudo a 1 milímetro. El texto se espació uniformemente a más de 50-60 líneas en cada página. Una diferencia adicional introducida en la Biblia de París es el uso de encabezados de funcionamiento común, utilizando tinta roja y azul alterna para ayudar a los lectores y los números de capítulo. Los eruditos han disputado el hecho de que todas las biblias de París eran manuscritos de volumen solteros ya que existen varias biblias de dos volúmenes. Varios historiadores de libros principales han sugerido que cuando hay evidencia de páginas altamente decoradas a medio camino a través de una Biblia de un volumen, es evidencia de un manuscrito de dos volúmenes rebote a una fecha posterior como un volumen.

## Lectores y productores
Las biblias producidas antes de 1230 fueron diseñadas por monjes medievales, sacerdotes y esos miembros que eran capaces de leer latín. Sin embargo, no participaron con su contenido como texto escrito, se usaba principalmente durante la misa. El ciclo litúrgico de la Iglesia y las órdenes monásticas de los diferentes monasterios tenían el orden de leerlos designados anualmente, según el canon litúrgico. 
La fundación de un fluvio de universidades en el siglo XIII puede considerarse como uno de los principales cambios que determinaron cómo cambiaría la Biblia. Uno de los comentarios a menudo de escucha de la Biblia de París es que fue diseñado para estudiar la teología recientemente introducida que planteó preguntas sobre los artículos de la fe y la doctrina de la iglesia. Las órdenes mendicantes también crearon escuelas (Studia) que, en el corazón del programa de educación, introdujeron un estudio académico de estudio de las Sagradas Escrituras. Fueron estos cambios que condujeron al deseo de reorganizar el formato de la Biblia para que los estudiantes, los maestros y los predicadores pudieran recuperar la información efectivamente. Se agregaron lecturas de ayuda como los cabeceros de ejecución y los números de capítulo, que permitieron a los lectores encontrar los libros de la Biblia y el texto esencial.